# モーリス・アミー
モーリス・アミー（Maurice Theodore Adophe Hamy、1861年10月31日 - 1936年4月9日）はフランスの天文学者である。天体力学、光学技術の開発をおこなった。干渉法による天体の直径の測定などを行った。
1908年にフランスの科学アカデミーの会員に選ばれ、ピエール・ジャンサンの後を継いで1908年から科学アカデミーの会長を務めた。フランス経度局のメンバーも務めた。光学研究所 (l'Institut d'optique)、高等光学学校 (l'Ecole superieure d'optique) の設立者の一人である。